# Geostacionární družice

Animace pohybu družice na geostacionární dráze

Geostacionární družice je umělá družice na geostacionární dráze. Z hlediska pozorovatele ze Země jsou tyto družice stále nad stejným místem. Tudíž vždy sledují stejné území na Zemi. Užívají se na telekomunikaci, pozorování Země, navigaci i na meteorologická a astronomická pozorování vesmíru. Nápad komunikovat pomocí geostacionárních satelitů byl poprvé veřejně nastíněn Hermanem Potočnikem v roce 1928. Popularizován byl poprvé v roce 1945 Arthurem C. Clarkem.
Pokud je třeba globálně pokrýt Zemi, používá se systém tří či více družic.
Pro porovnání: Navigační systém GPS využívá přibližně 30 družic, ale jeho družice nejsou geostacionární.
Kvůli projevům gravitačních vlivů ostatních těles ve sluneční soustavě, a to zejména Měsíce, musí být družice stabilizovány na své dráze korekčními raketovými motory.
Geostacionární dráha se nachází nad rovníkem ve výšce 35 786 km. Tato vzdálenost při komunikaci přes geostacionární družici způsobuje zpoždění okolo čtvrt sekundy.
Geostacionární družice nejsou schopny pokrýt signálem oblast v okolí zemských pólů, což ale pro většinu aplikací nevadí.